# 瓦勒斯鎮區 (明尼蘇達州萊昂縣)
瓦勒斯鎮區（英語：Vallers Township）是位於美國明尼蘇達州萊昂縣的一個行政鎮區。

## 地方資料
瓦勒斯鎮區的面積為94.40平方千米，皆為陸地。根據2020年美國人口普查的數據，當地共有人口218人，而人口密度為每平方千米2.31人。